# 莊展銘
莊展銘（英語：Jason Chong Chin-ming，1991年9月21日—），香港建制派民建聯成員。現時是民建聯少數族裔委員會及元朗支部副主席，亦是青研香港發言人。2022年成為青年發展委員會中的 YDC 青年大使。於2020年獲民政事務局局長嘉許狀。曾在2019年香港區議會選舉中參選元朗區議會鳳翔選區。其父為前元朗區議會委任區議員莊健成。